# Reinhard Kolldehoff
Reinhard „René“ Kolldehoff (* 29. April 1914 in Berlin; † 18. November 1995 ebenda) war ein deutscher Schauspieler.
Mit etwa 170 Filmrollen in mehr als 30 Ländern, zahlreichen Auftritten auf der Bühne, für Fernsehen und Hörfunk sowie als Synchronsprecher gehörte Kolldehoff bis 1989 zu den meistbeschäftigten Darstellern der deutschen Nachkriegszeit und zu den wenigen Deutschen, die auch im internationalen Film Karriere machen konnten.

## Leben
Der Sohn eines Postbeamten finanzierte sich zunächst das Abitur und später seinen privaten Schauspielunterricht durch die Übernahme von Statistenrollen am Großen Schauspielhaus und der Staatsoper seiner Heimatstadt. 1936 gab Kolldehoff sein Debüt im Landestheater Altenburg. 1941 hatte er in dem Heinz-Rühmann-Film Der Gasmann seinen ersten, kleinen Kinoauftritt. Im gleichen Jahr wurde er zum Kriegsdienst einberufen.
Nach dem Krieg gehörte Kolldehoff bis 1948 zum Ensemble des Berliner Hebbel-Theaters. Auch in der Folgezeit war er auf der Bühne tätig, seit 1955 etwa am Hamburger Schauspielhaus unter Gustaf Gründgens. Kolldehoff richtete sein Augenmerk jedoch verstärkt auf eine Kinokarriere. Ab 1948 trat er zunächst in einigen Filmen der ostdeutschen DEFA auf, so in Erich Engels Affaire Blum als ein in einen Justizskandal der 1920er Jahre verwickelter Schullehrer, später unter anderem als ein vom aufkeimenden Nationalsozialismus begeisterter Arbeiter in Wolfgang Staudtes Rotation (1949) und als Kriegsheimkehrer in Hans Müllers Komödie Bürgermeister Anna (1950).
Danach machte Kolldehoff Karriere im westdeutschen und internationalen Film (hier oft als „René Kolldehoff“, wobei sein Nachname in allen möglichen Variationen im Filmabspann wiedergegeben wurde). Er drehte mit Kollegen wie Kirk Douglas, Lee Marvin, Catherine Deneuve, Marianne Koch, Hans Albers, O. W. Fischer, Hardy Krüger, Richard Widmark, Roger Moore, William Holden, Jane Birkin, Marlene Dietrich, Gérard Depardieu, Alain Delon oder Bud Spencer. Zu den Regisseuren, mit denen er zusammenarbeitete, zählten Henri Verneuil, Jacques Deray, Claude Chabrol, George Roy Hill, Édouard Molinaro, José Giovanni, Philippe de Broca, Gérard Oury und Helmut Käutner.
Von der Kritik am meisten beachtet wurden Kolldehoffs Auftritte im Kino in Jacques Tatis Herrliche Zeiten (1967) als verwirrter deutscher Manager und in Luchino Viscontis Die Verdammten (1969) als zermürbter Kraftmensch.  Eine seiner wenigen Hauptrollen  war die Darstellung eines heimatvertriebenen Dorfpfarrers in Peter Fleischmanns Sozialsatire Das Unheil (1972).

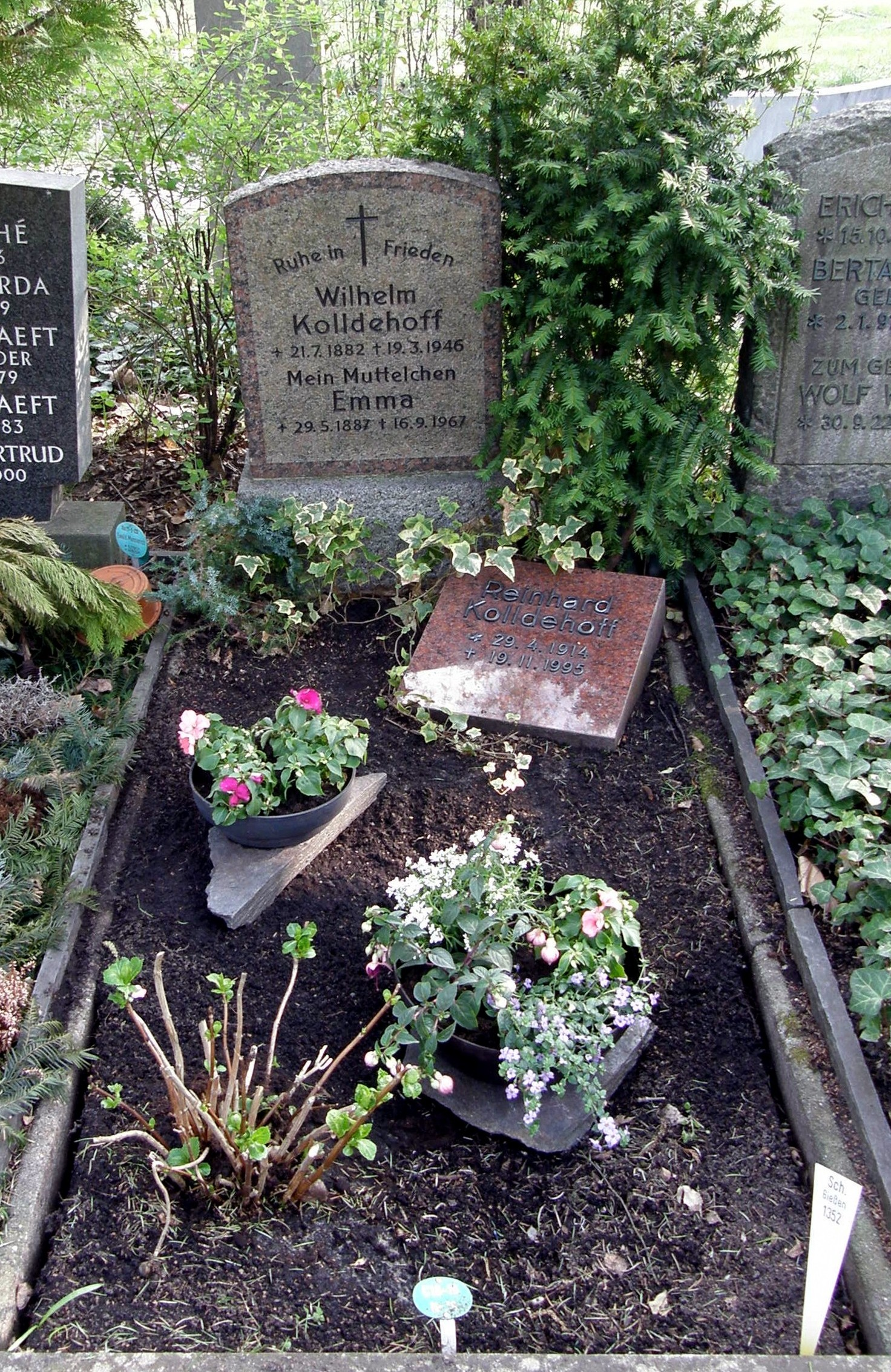
Kolldehoffs Grab auf dem Friedhof Wilmersdorf

Typisch für die Besetzung Kolldehoffs im Film waren Rollen wie die des „Klumpfuß“ in Fritz Langs Die 1000 Augen des Dr. Mabuse (1960), die des zwielichtigen „Butler Addams“ in Josef von Bákys Edgar-Wallace-Verfilmung Die seltsame Gräfin (1961) und des SS-Offiziers in Paul Verhoevens Der Soldat von Oranien (1977). Auch in Literaturverfilmungen wie Jeder stirbt für sich allein (1962) nach dem Roman von Hans Fallada war er zu sehen. Als Synchronsprecher lieh er unter anderem Lex Barker (in Nur meiner Frau zuliebe) und Sam Shepard (in In der Glut des Südens) seine Stimme.
Kolldehoff wurde fast ausschließlich in Nebenrollen besetzt. Seine hünenhafte Statur und seine markante Stimme prägten sich beim Publikum über Jahrzehnte ein, ohne dass sein Name außerhalb von Fachkreisen zum Begriff wurde. Sein äußeres Erscheinungsbild prädestinierte ihn für Auftritte als „Filmbösewicht“ und insbesondere im Ausland für den Typus des „hässlichen Deutschen“. Obwohl er viele derartige Rollen übernahm, wurde Reinhard Kolldehoff von Regisseuren jedoch auch immer wieder entgegen seinem gängigen Rollentyp und in ungewohnten Zusammenhängen besetzt.
Ende der 1980er Jahre erkrankte Reinhard Kolldehoff an der Parkinson-Krankheit und an Diabetes. Seinen letzten Auftritt vor der Kamera absolvierte er 1989 für die deutsche Fernsehserie Forstinspektor Buchholz im Rollstuhl. Danach war er noch einige Zeit als Sprecher tätig, bevor er seine berufliche Laufbahn beenden musste.
Reinhard Kolldehoff starb mit 81 Jahren. Seine letzte Ruhestätte fand er auf dem Friedhof Wilmersdorf in Berlin. Er war in zweiter Ehe verheiratet und hinterließ seine Frau Helma und zwei Kinder, Colette (* 1970) und René (* 1973).

## Zitate
„Ja, mein Leben war sehr bunt. Eine schöne Karriere durch Dreiviertel der Welt, man nannte mich Weltstar. Ein schönes Gefühl. Beliebt und geachtet. Was bleibt – total arbeitsunfähig! Da hat der liebe Gott mal wieder Mist gebaut.“
„In Hollywood hätte er zu den ‚heavies‘ gezählt – zu den Schauspielern, die sich vor der Darstellung der Gewalttätigkeit nicht scheuen. Für uns war er offenbar zu heavy.“

## Filmografie
- 1941: Der Gasmann
- 1948: Affaire Blum
- 1949: Das Mädchen Christine
- 1949: Quartett zu fünft
- 1949: Martina
- 1949: Rotation
- 1949: Unser täglich Brot
- 1950: Melodie des Schicksals
- 1950: Der Auftrag Höglers
- 1950: Bürgermeister Anna
- 1950: Epilog – Das Geheimnis der Orplid
- 1951: Fünf Mädchen und ein Mann (A Tale of Five Cities)
- 1951: Die letzte Heuer
- 1952: Postlagernd Turteltaube
- 1952: Brelan d’as
- 1952: Ich hab’ mein Herz in Heidelberg verloren
- 1952: Der fröhliche Weinberg
- 1952: Wenn abends die Heide träumt
- 1953: Vati macht Dummheiten
- 1953: Von Liebe reden wir später
- 1953: Christina
- 1953: Knall und Fall als Detektive
- 1953: Weg ohne Umkehr
- 1954: Unternehmen Edelweiß
- 1954: Gitarren der Liebe
- 1954: The Lie (Fernsehfilm)
- 1955: Zwischenlandung in Paris
- 1955: Stern von Rio
- 1955: Oberwachtmeister Borck
- 1955: Hanussen
- 1955: Urlaub auf Ehrenwort
- 1956: Kalle wird Bürgermeister
- 1956: Ein Mädchen aus Flandern
- 1956: Der Hauptmann von Köpenick
- 1956: Anastasia, die letzte Zarentochter
- 1956: Liane, das Mädchen aus dem Urwald
- 1957: Der müde Theodor
- 1957: Das haut hin
- 1957: Das Glück liegt auf der Straße
- 1957: Der Fuchs von Paris
- 1958: Der Greifer
- 1958: Les aventuriers du Mékong
- 1958: Gestehen Sie, Dr. Corda!
- 1958: Liebe kann wie Gift sein
- 1958: Hoppla, jetzt kommt Eddie
- 1958: Romarei, das Mädchen mit den grünen Augen
- 1959: Der Club der flotten Bienen
- 1959: Hunde, wollt ihr ewig leben
- 1959: Kriegsgericht
- 1959: Das Nachtlokal zum Silbermond
- 1959: Und das am Montagmorgen
- 1959: Bobby Dodd greift ein
- 1959: Der Frosch mit der Maske
- 1959: Grüne Ernte (La Verte moisson)
- 1960: Am grünen Strand der Spree (1. Teil: „Das Tagebuch des Jürgen Wilms“)
- 1960: Familie (Fernsehfilm)
- 1960: Die Irre von Chaillot (Fernsehfilm)
- 1960: Einer von sieben (Fernsehfilm)
- 1960: Orientalische Nächte
- 1960: Le Septième jour de Saint-Malo
- 1960: Die 1000 Augen des Dr. Mabuse
- 1961: Ein wahrer Held (Fernsehfilm)
- 1961: Geheime Wege (The Secret Ways)
- 1961: Die seltsame Gräfin
- 1961: Liane, die Tochter des Dschungels
- 1961: Diesmal muß es Kaviar sein
- 1962: Verrat auf Befehl (The Counterfeit Traitor)
- 1962: Letzter Punkt der Tagesordnung (Fernsehfilm)
- 1962: Das Mädchen und der Staatsanwalt
- 1962: Jeder stirbt für sich allein (Fernsehfilm)
- 1962: Onkel Harry (Fernsehfilm)
- 1963: Die erste Lehre / Willy (Fernsehfilm)
- 1963: Die Grotte (Fernsehfilm)
- 1963: Männer am Sonntag (Fernsehfilm)
- 1963: Mord in Rio
- 1963: Sturm am Wilden Kaiser (Bergwind)
- 1964: Das Kriminalmuseum (Folge: Tödliches Schach)
- 1965: Diamanten sind gefährlich (Fernsehmehrteiler)
- 1965: Die fünfte Kolonne (Fernsehserie, eine Folge)
- 1965: Und die Wälder werden schweigen (Le Chant du monde)
- 1966: Prairie-Saloon (Fernsehfilm)
- 1966: La Ligne de démarcation
- 1966: Die Haut des Anderen (Avec la peau des autres)
- 1966: General Fiaskone (Martin Soldat)
- 1966: Der Lord mit der MP (Le Saint prend l’affût)
- 1966: Drei Bruchpiloten in Paris (La Grande vadrouille)
- 1967: Warteliste zur Hölle (Anonima de asesinos)
- 1967: Tatis herrliche Zeiten (Playtime)
- 1967: Bürgerkrieg in Rußland (Fernseh-Fünfteiler)
- 1968: Le Franciscain de Bourges
- 1968: Eine französische Ehe (Les saintes chéries) (Fernsehserie, eine Folge)
- 1968: Straßenbekanntschaften auf St. Pauli
- 1968: Das Kriminalmuseum (Fernsehserie, eine Folge)
- 1968: Königsmark (Fernsehfilm)
- 1969: Die Ratten (Fernsehfilm)
- 1969: Die Verdammten (La caduta degli dei)
- 1970: Der Löwe mit den sieben Köpfen (Der leone have sept cabeças)
- 1970: Auftrag: Mord! (Fernsehfilm)
- 1970: Der Erbarmungslose (La horse)
- 1970: Leo, der Kriegsheld (Le Mur de l’Atlantique)
- 1970: Affäre in Berlin (Berlin Affair) (Fernsehfilm)
- 1970: Die seltsamen Methoden des Franz Josef Wanninger (Fernsehserie, eine Folge)
- 1970: Heintje – Mein bester Freund
- 1970: Drüben bei Lehmanns (Fernsehserie, Folge „Der Schulhof“)
- 1971: Der Löwe mit den sieben Köpfen (Der Leone have sept cabeças)
- 1971: Dem Täter auf der Spur (Fernsehserie, Folge „Flugstunde“)
- 1972: Das Pariser Appartement (A Time for Loving)
- 1972: Zwei Himmelhunde auf dem Weg zur Hölle ( …più forte ragazzi!)
- 1972: Das Unheil
- 1972: Abuso di potere
- 1972: Revengers (The Revengers)
- 1972: Ein achtbarer Mann (Un uomo da rispettare)
- 1972: Sie verkaufen den Tod (Una ragione per vivere e una per morire)
- 1973: Algebra um acht (Fernsehserie, eine Folge)
- 1973: Mein Onkel Benjamin (Fernsehfilm)
- 1973: Die perfekte Erpressung (Revolver)
- 1974: L’Ironie du sort
- 1974: Borsalino & Co. (Borsalino and Co.)
- 1974: Der Herr Kottnik (Fernsehserie)
- 1975: Beschlossen und verkündet (Fernsehserie, eine Folge)
- 1975: So oder so ist das Leben (Fernsehfilm)
- 1975: Der Kommissar (Fernsehserie, Folge: „Warum es ein Fehler war, Beckmann zu erschießen“)
- 1975: Tatort: Tod im U-Bahnschacht
- 1975: Die romantische Engländerin (The Romantic Englishwoman)
- 1975: Das Sonderkommando (Operation Daybreak)
- 1976: Je t’aime (Je t’aime moi non plus)
- 1976: Unter einem Dach (Fernsehserie, Folge "Wanzen")
- 1976: Brüll den Teufel an (Shout at the Devil)
- 1976: Wie ein Bumerang (Comme un boomerang)
- 1976: Derrick (Fernsehserie, Folge: „Der Mann aus Portofino“)
- 1977: Abelard – Die Entmannung
- 1977: Das chinesische Wunder
- 1977: Zähme mich – liebe mich (Julie pot de colle)
- 1977: Der Soldat von Oranien (Soldaat van Oranje)
- 1978: Der Schimmelreiter
- 1978: Sie nannten ihn Mücke (Lo chiamavano Bulldozer)
- 1978: Der Alte (Fernsehserie, Folge: „Die Kolonne“)
- 1978: Das kalte Herz (TV-Mini-Serie)
- 1978: Le Temps d’une république: Le Chien de Munich (Fernsehfilm)
- 1978: Schöner Gigolo, armer Gigolo
- 1979: Heinrich, der gute König (Fernsehmehrteiler)
- 1979: Zwei Mann um einen Herd (Fernsehfilm)
- 1979: Die Magermilchbande (Fernsehserie, zwei Folgen)
- 1979: Kommissariat 9 (Fernsehserie, Folge: „An der richtigen Quelle“)
- 1980: Primel macht ihr Haus verrückt
- 1980: Die Paulskirche (Fernsehfilm)
- 1980: Un pas dans la forêt (Fernsehfilm)
- 1980: Der Mann, der Venedig hieß (Poliziotto solitudine e rabbia)
- 1980: Die Formel (The Formula)
- 1981: Der König und sein Narr (Fernsehfilm)
- 1981: Le Mythomane (Fernsehserie, eine Folge)
- 1981: Kenn’ ich, weiß ich, war ich schon!
- 1981: Sonne, Wein und harte Nüsse (Fernsehserie, Folge: „Die Sache mit der klassischen Bildung und die Sache mit dem traurigen Wirt“)
- 1982: Der Alte (Fernsehserie, Folge: „Teufelsküche“)
- 1983: Die Beine des Elefanten (Fernsehfilm)
- 1983: Der Feuersturm (The Winds of War) (Fernsehmehrteiler)
- 1983: Julie Darling
- 1983: Der Alte (Fernsehserie, Folge: Der vierte Mann)
- 1983: Équateur
- 1984: Die Krimistunde (Fernsehserie, Folge 13, Episode: "Der zweite Schuldspruch")
- 1984: Morgen in Alabama
- 1984: Die Libelle (The Little Drummer Girl)
- 1985: Die Dame vom Palast Hotel (Palace)
- 1986: High Speed
- 1986: Detektivbüro Roth (Fernsehserie, eine Folge)
- 1986: Werthers unglückliche Liebe (Werther)
- 1987: Verkehrsgericht, Folge 17
- 1988: Mond über Parador (Moon over Parador)
- 1989: Forstinspektor Buchholz (Fernsehserie)

## Theater
- 1948: Konstantin Trenjow: Ljubow Jaworaja – Regie: Hans Rodenberg (Haus der Kultur der Sowjetunion)

## Hörspiele (Auswahl)
- 1946: Paul Osborn: Galgenfrist (Sheriff) – Regie: Hanns Korngiebel (RIAS Berlin)
- 1950: Fritz Aeckerle, Bert Roth: Die Saga vom Glanz und Elend des Herrn Emil Kulicke (Forstrat, Funkreporter) – Komposition: Olaf Bienert, Regie: Erich Köhler (NWDR)
- 1955: Wolfdietrich Schnurre: Spreezimmer möbliert (Walter, Schriftsteller) – Regie: Hanns Korngiebel (RIAS Berlin)
- 1962: Thierry: Pension Spreewitz (Der Krimi-Professor, Folge 105, Erstsendung 3. Februar 1962) (Herr Zackel) – Regie: Ivo Veit (RIAS Berlin)
- 1962: Thierry: Pension Spreewitz (Herr Dünnbier, der Schläger, Folge 116, Erstsendung 7. Juli 1962) (Herr Dünnbier) – Regie: Ivo Veit (RIAS Berlin)
- 1971: Cornelia Schöner: Drei Spatzen unterm Dach. Damals war's – Geschichten aus dem alten Berlin (Herr Fleischer, Fleischer) (Geschichte Nr. 9 in 12 Folgen) – Regie: Ivo Veit (RIAS Berlin)
- 1979: Albertine Junker: Ein Mann für Muttern. Damals war’s – Geschichten aus dem alten Berlin (Herr Krull, Grundstücksmakler) (Geschichte Nr. 31 in 12 Folgen) – Regie: Paul Esser (RIAS Berlin)
- 1979–1994: Michael Koser: Professor van Dusen (als Sprecher in den Folgen 3, 4, 5, 33, 70 der Kriminalhörspielreihe mit Friedrich W. Bauschulte und Klaus Herm) – Regie: Rainer Clute (RIAS Berlin)
- 1980: Heinrich Wulkow: Franz im Glück. Damals war’s – Geschichten aus dem alten Berlin (Onkel Otto) (Geschichte Nr. 32 in 8 Folgen) – Regie: Paul Esser (RIAS Berlin)